# Webfoot Technologies
Webfoot Technologies és una empresa desenvolupadora de videojocs. Alguns dels seus títols es poden incloure el "Hello Kitty: Happy Party Pals" i "Dragon Ball Z: The Legacy of Goku" per la Game Boy Advance de Nintendo.
Webfoot Technologies, Inc. és una desenvolupadora de videojocs de diverses plataformes. Webfoot és probablement coneguda per les sagues de videojocs Dragonball Z per la Game Boy Advance que van ser publicats per Atari. D'aquests videojocs s'inclou la saga més venuda, Dragon Ball Z: The Legacy of Goku, de tipus RPG, per la Game Boy Advance. Recentment, l'empresa ha creat altres videojocs basats en populars llicències incloent-hi: Hello Kitty, Fear Factor, i Phil Mickelson Golf.
L'empresa va ser creada durant els primers dies d'Internet per Dana Dominiak i Pascal Pochol.

## Dragon Ball Z Manga Power Levels
Here you will find the most accurate and complete power levels for the entire Dragon Ball Z manga series: http://dbzmangalevels.homestead.com/

## Videojocs
- Tonka on the Job
- Crystalize II
- Crystalize
- Dragon Ball Z: The Legacy of Goku
- Dragon Ball Z: The Legacy of Goku II
- Deadly Rooms of Death
- Dragon Ball Z: Buu's Fury
- Dragon Ball GT: Transformation
- 3D Frog Frenzy
- Forbidden Forest III
- Fear Factor Delirium
- Hello Kitty: Happy Party Pals
- Kar Racing
- My Little Pony: Crystal Princess Runaway Rainbow
- Phil Mickelson Mobile Golf
- Super Huey III
- Texas Hold'em High Stakes Poker